# Nova Palmeira
Nova Palmeira is een gemeente in de Braziliaanse deelstaat Paraíba. De gemeente telt 4.087 inwoners (schatting 2009).

## Geboren
- Fátima Bezerra (1955), gouverneur van Rio Grande do Norte